# 1985 en Nouvelle-Écosse
Chronologie de la Nouvelle-Écosse
- 1981
- 1982
- 1983
- 1984
- 1985
- 1986
- 1987
- 1988
- 1989

Cette page concerne des événements survenus en 1985 dans la province canadienne de la Nouvelle-Écosse.

## Politique
- Premier ministre : John Buchanan
- Chef de l'Opposition :
- Lieutenant-gouverneur : Alan R. Abraham
- Législature :

## Naissances

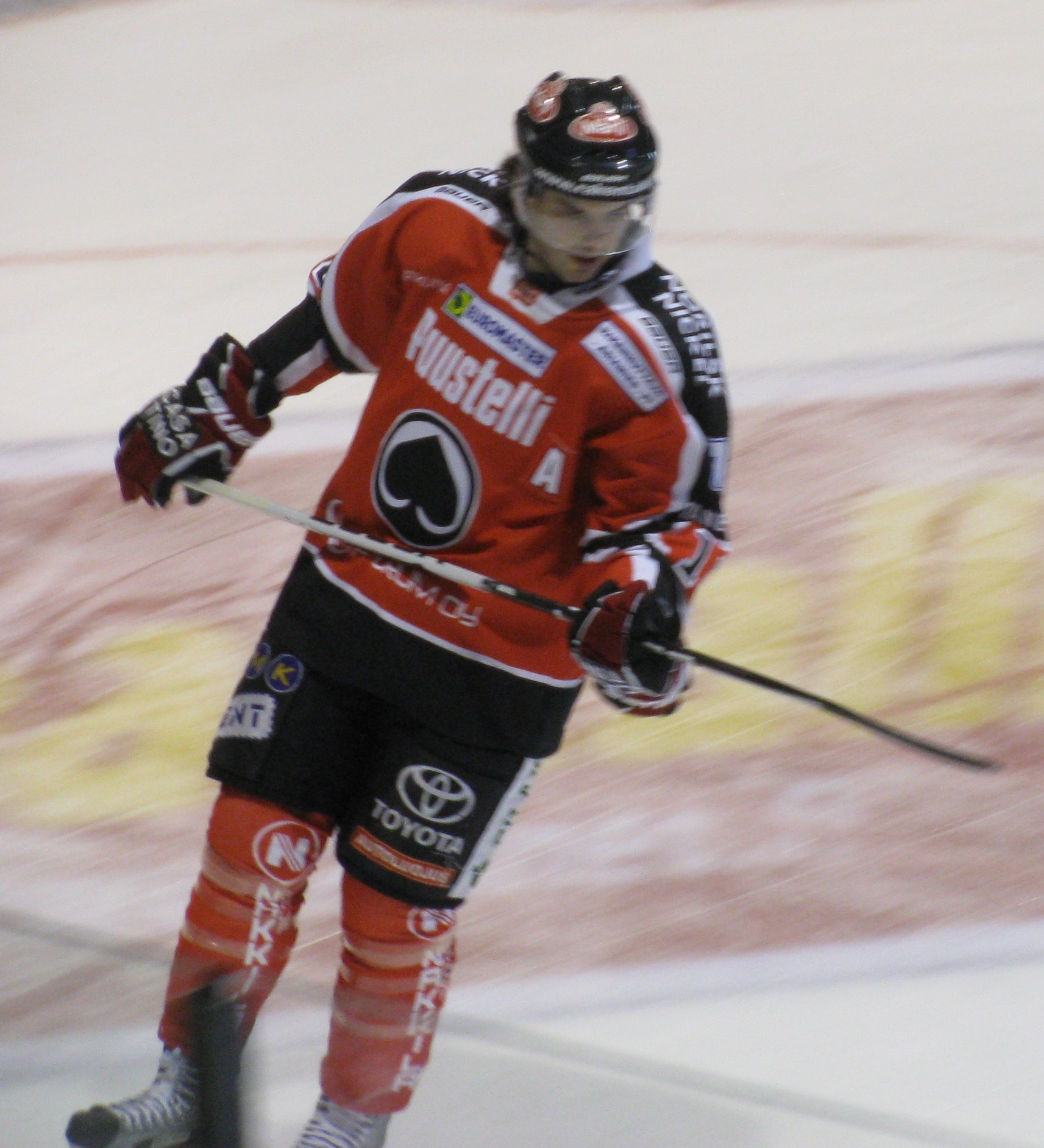
Stephen Dixon

- 20 mars : Justin Bowers (né à Halifax), joueur professionnel de hockey sur glace canadien.
- 7 septembre : Stephen Dixon (né à Halifax), joueur professionnel de hockey sur glace[1].
- 8 septembre : Alexander Killorn (né à Halifax), joueur professionnel de hockey sur glace canadien[2]. Il évolue au poste d'attaquant[3].
- 13 décembre : Andrew Gordon (né à Halifax), joueur professionnel de hockey sur glace canadien[4].